# Système de transmission par le sol
 (avril 2024).

Système Nicola, système de transmission par le sol.

Un système de transmission par le sol (TPS), parfois appelé « tellurophone » (de tellurique), est un système de communication en milieu souterrain utilisant des ondes électromagnétiques transmises par le sol continu.
Les principales applications des systèmes de transmission par le sol concernent :
- la spéléologie, en particulier les opérations de secours ;
- les opérations militaires ;
- l'exploitation de mines souterraines ;
- les activités radioamateurs.

## Principe

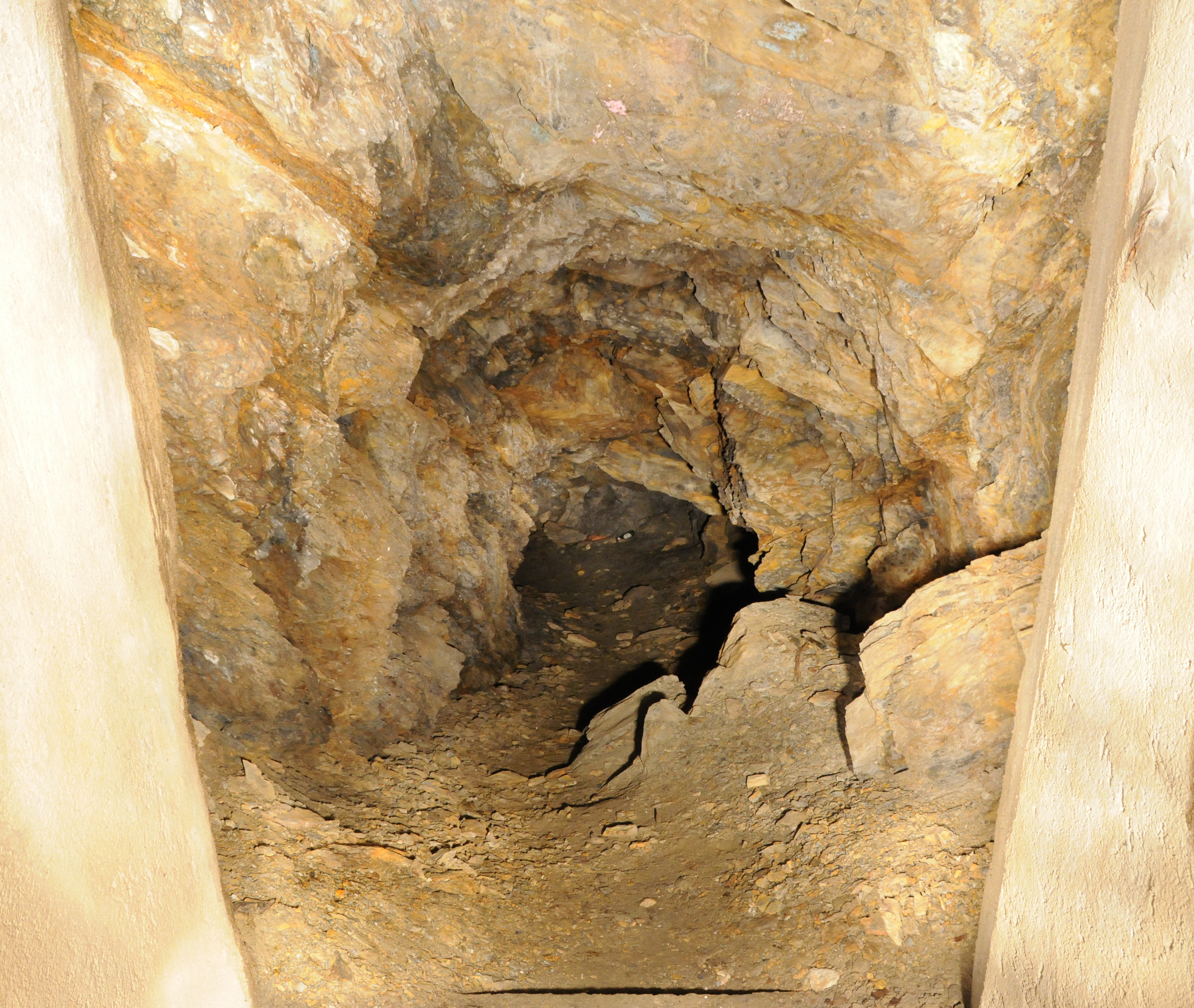
Cavité souterraine.

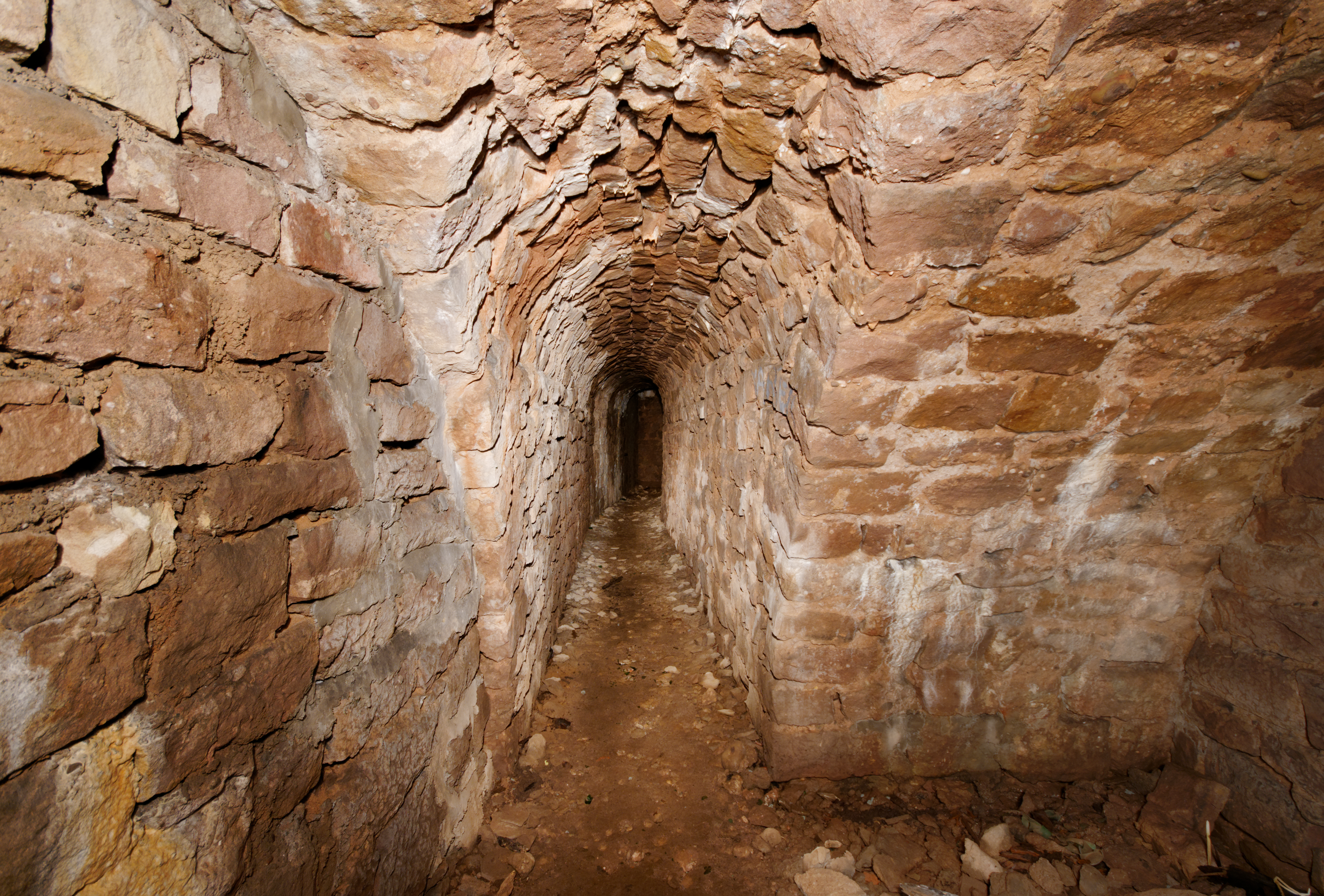
Cavité souterraine.

La télégraphie par le sol (TPS), inventée en 1917, a une portée d'environ 3 km. L'émetteur injecte dans le sol, entre deux piquets métalliques distants d'une centaine de mètres, un « courant vibré » commandé par le manipulateur de signaux Morse. La réception s'effectue entre deux autres piquets métalliques distants également d'une centaine de mètres. Extrêmement faible, le signal capté entre ces piquets doit être amplifié avant d'être transmis au casque d'écoute.

## Historique

### Début de la transmission souterraine
- En Russie. En 1874 première transmission radio dans le sol par le colonel Pilsoudski ingénieur Russe.
- En France. En 1901 essais de transmission radio dans le sol au Vésinet près de Paris par Eugène Ducretet.
- En France. En 1915 à Meudon près de Paris mise au point de transmission radio par le sol pour des applications militaires durant la Première Guerre mondiale par Perot professeur à l’école Polytechnique, le capitaine Jouaust et le lieutenant Labrouste (car les fils de téléphone sont fréquemment coupés entre les tranchées).
- Les transmissions radio par le sol sont très répandues sur le front entre les tranchées pendant la Première Guerre mondiale aussi bien en radiotéléphonie (et en radiotélégraphie pour des distances de plusieurs kilomètres).
- En France. En 1927 dans les mines de Bruay essai de transmission radio souterraine sur la bande des 160 mètres par des radioamateurs (8DU l'abbé Jules Galopin[2] , [3], F8JF Charles Pépin, F8JN Robert Marcelin et le SWL Edmond Aubry qui sera F8DU[4]). Essais d’antenne dipolaire, d’Antenne cadre, d’antenne long-fil et essais d'électrodes dans le sol.

## Exemples notables de systèmes de transmission par le sol

### Système Nicola
Nicola est un système émetteur/récepteur BLU super hétérodyne pour les opérations de secours spéléologiques. Il permet une liaison radio entre deux postes à travers plusieurs centaines de mètres de roche calcaire, en exploitant la conductivité électrique du sol. Il permet ainsi une grande simplification des opérations de secours en offrant un moyen de communication entre le sous-sol et la surface très simple à mettre en place.
Les plans de chaque génération de Nicola appartiennent au domaine public.

#### Origine
- Gouffre Berger 1987-1988 : c'est à la suite de deux opérations de secours au Berger que l'idée de disposer d'un moyen de communication plus simple que le fil émerge. Albert Oyhançabal, conseiller technique de l'Isère, supervise alors une série d'essais du système Molefone mais les résultats ne sont pas jugés satisfaisants.
- Juillet 1996 : une autre tragédie survient au gouffre Berger : quatre Hongrois et deux Anglais sont dans le gouffre Berger lorsque de fortes pluies tombent en surface. Du 10 au 17 a lieu une opération de secours qui se solde par le décès d'un Hongrois, Torda Istvan, et d'une Anglaise, Nicola Dollimore, proche amie de Graham Naylor. Les autres membres de l'expédition sont sauvés de justesse. À la suite de cette tragédie, Nick Perrin, le compagnon de Nicola, ainsi que les membres de leur club, offrent une somme d'argent à la SSSI qui propose d'utiliser cette somme pour développer un système de radio. L'idée de la « Fondation Nicola », qui plus tard deviendra l' « Association Nicola », est née[5].
- 1996-1997 : la SSSI définit les besoins en transmission pour les secours et consulte les spécialistes radioamateurs français, anglais et suisses pour finalement définir les spécifications générale de ce que sera Nicola 1[6].

#### Nicola 1
- Été 1997 : premiers prototypes Nicola.

À la suite de la réunion de janvier, et très rapidement, Graham Naylor, Paul Riceet et Paul Mackrill travaillent sur la mise au point et la fabrication du matériel radio qui s'appelle système Nicola et dont le principe est celui des Suisses, adapté dans une optique de production en série. De nombreux essais (Bournillon, Gournier, TQS, gouffre Berger) sont réalisés par des bénévoles de la SSSI, de l'ADRASEC 38 et des spéléologues isérois.
Dès le début, au sein de la fondation et de la SSSI, il est décidé de développer un système radio dont les plans seront du domaine public pour éviter tout brevet et rendre le système accessible à tous les acteurs du secours spéléologique.
- Début 1998 : article de Graham Naylor dans la revue Spéléo Magazine no 29.
- Été 1998 : Première utilisation lors d'une opération de secours réel dans le gouffre Berger.
- Discussions avec le SSF pour lui transférer la technologie du système Nicola afin de le fabriquer en petite série au profit de tous les départements de France.
- Novembre 1998 : L'utilisation du système Nicola lors d'un exercice dans la Dent de Crolles montre le gain de temps important qu'il est possible d'obtenir.
- Décembre 1998 : Article de Jacques Gudefin dans Info SSF no 51.
- Janvier 1999 : Le préfet de l'Isère reconnaît l'importance du développement du système Nicola et félicite la SSSI ainsi que l'ADRASEC 38.

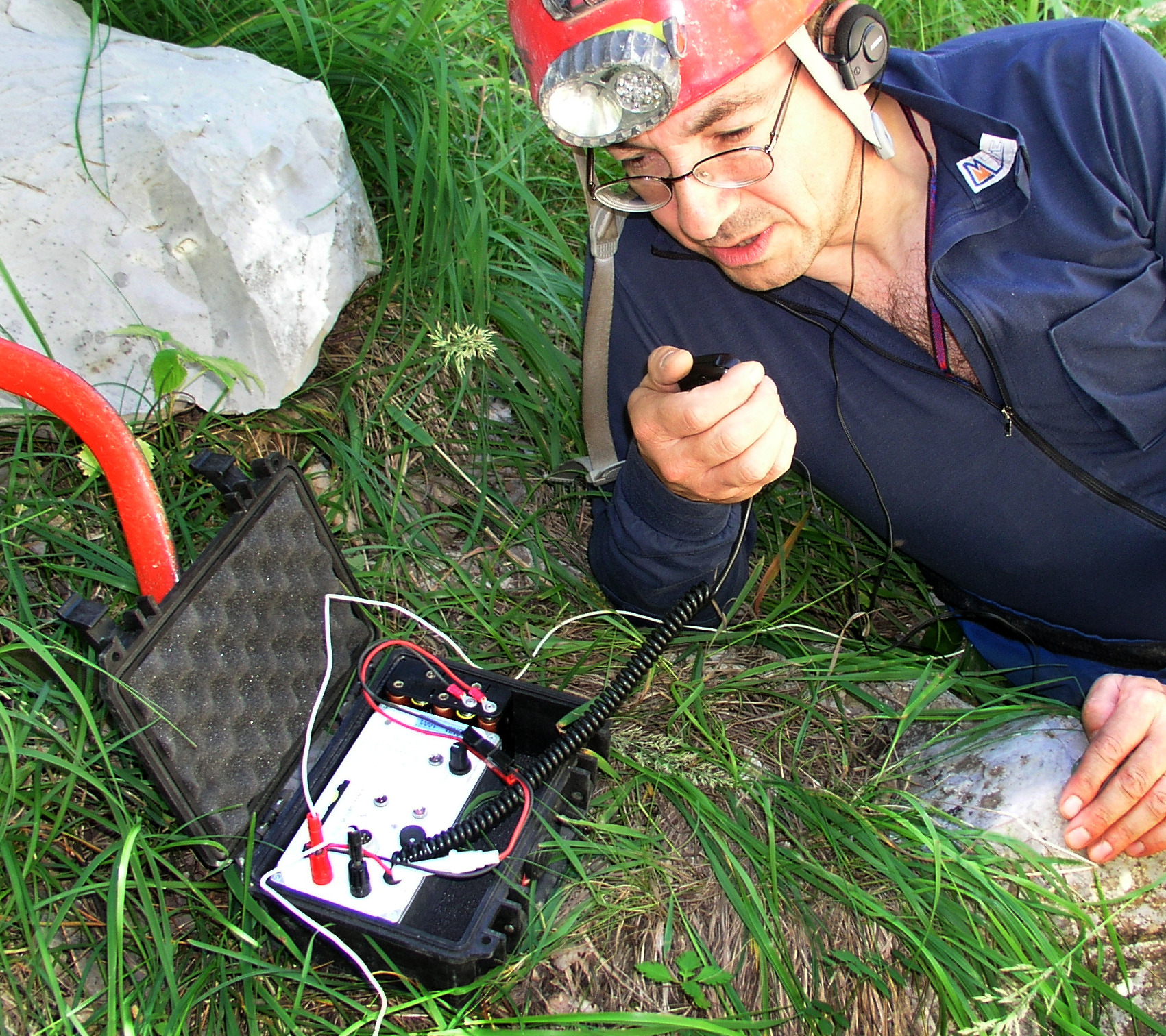
Utilisation du système Nicola pour communiquer depuis la surface avec un groupe de spéléologues situé dans la grotte des Chamois (Alpes-de-Haute-Provence).

#### Nicola 2
- Février 1999 : Collaboration avec la Gendarmerie nationale pour la mise au point du système Nicola II, qui sera très vite utilisé par les PGHM de Grenoble et Oloron-Sainte-Marie.
- Juin 1999 : Publication par Graham Naylor des circuits de deuxième génération (système Nicola II) dans CREG Journal no 38. La technologie est mise dans le domaine public. Cette version utilisant des circuits CMS (composants montés en surface) permet la fabrication en série.
- Juin 1999 : Info SSF no 53 annonce la disponibilité du system Nicola pour les spéléo-secours départementaux.
- Été 1999 : Recherche de 3 spéléologues perdus dans la Dent de Crolles avec l'aide du système Nicola.
- Courant 1999 : Réunion technique en Angleterre dans le Derbyshire de tous les spécialistes de la radio souterraine. Échanges techniques et essais entre HeyPhone, Nicola et Molefone.
- Octobre 1999 : Un article est paru dans la revue Mégahertz sur le développement du système Nicola.
- Novembre 1999 : L'autorisation de mise sur le marché du système Nicola est émise par l'Autorité de régulation des télécommunications grâce au soutien du colonel Papalardo du groupement de gendarmerie de l'Isère. Sans son intervention, les démarches auraient pris plusieurs années...
- Novembre 1999 : Secours au gouffre des Vitarelles. Le PGHM de Grenoble, engagé dans le réseau en crue des Vitarelles parvient, grâce au système Nicola, à communiquer avec la surface.
- Décembre 1999 : La Revue l'Express publie un article sur le système Nicola.
- Courant 2000 : Opération « Highest and deepest » de communication entre le gouffre Berger et le mont Blanc.
- Août 2001 : Création de l'association Nicola et dépôt de ses statuts auprès de la préfecture de l'Isère.

#### Développement
Le développement du système Nicola dans sa troisième version touche à sa fin (août 2008). Cette nouvelle version devrait apporter les améliorations suivantes : 
- Conception numérique autour d'un circuit FPGA.
- Choix de la fréquence : Nicola 2 ne peut utiliser que la fréquence de 87 kHz. Nicola 3 pourra, lui, choisir sa fréquence dans la plage 20-190 kHz.
- Envoi de textes, comme les SMS, en utilisant une très faible bande passante. Lors de l'utilisation de Nicola dans des conditions karstiques difficiles, lorsque la qualité de la liaison ne permet pas de parler, il devrait être possible d'envoyer/recevoir des textes.
- Mode nomade : permet à un spéléo en mouvement sous terre de recevoir tous les messages émis par les autres postes Nicola.
- Boîtier : plus petit, complètement étanche.
- Connexion Bluetooth permettant d'émettre et recevoir en utilisant les oreillettes du commerce ainsi que de lier Nicola à des PDA, Smartphones, etc.

#### Fonctionnement
Rayonnement électrique. Le courant électrique dans une plage 20 à 190 kHz est généré dans le sol par deux électrodes qui terminent un dipôle électrique d'une longueur comprise entre de deux fois 20 mètres à deux fois 80 mètres. Une électrode est plantée sur une des parois et l'autre électrode est plantée sur la paroi opposée ou bien une électrode est plantée au sol et l'autre électrode est plantée au plafond, cela pour profiter de la plus grande tension entre les deux électrodes.

### Système Fauchez
Dans le système de Jean-Jacques Fauchez « F6IDE » le courant électrique dans la bande radioamateur des 1,8 MHz ou dans la bande radioamateur des 137 kHz est généré dans le sol par une antenne dipôle d'une longueur comprise entre de deux fois 30 mètres à deux fois 80 mètres isolé du sol.
Le système Fauchez permet une liaison radio entre plusieurs postes à travers plusieurs centaines de mètres de roche calcaire.
Il permet ainsi une grande simplification des opérations de secours spéléologiques en offrant un moyen de communication entre le sous-sol et la surface très simple à mettre en place.